# Ocnogyna latreillii
Ocnogyna latreillii är en fjärilsart som beskrevs av Jean Baptiste Godart 1822. Ocnogyna latreillii ingår i släktet Ocnogyna och familjen björnspinnare. Inga underarter finns listade i Catalogue of Life.